# Givær
Givær est un groupe d'îles du comté de Nordland, en Norvège. Administrativement, Givær fait partie de la kommune de Bodø.

## Description
Givær est un archipel et un village de pêcheurs qui est situé dans le Vestfjorden, à environ trente kilomètres à l'ouest de la ville de Bodø. Givær compte environ 18 résidents permanents, dont la plupart vivent sur l'île d'Husøya. L'industrie principale est la pêche et l'archipel dispose d'une liaison quotidienne par bateau rapide vers Bodø. 
Sur l'île de Tennholmen, la plus occidentale des îles, se trouve le phare de Tennholmen.

### Webographie
- Ressource relative à la géographie :   - Sentralt stadnamnregister